# James Madison
James Madison (16 tháng 3 năm 1751 – 28 tháng 6 năm 1836) là một chính khách, nhà ngoại giao và nhà lập quốc người Mỹ, từng giữ chức tổng thống Hoa Kỳ thứ tư từ năm 1809 đến năm 1817. Madison được ca ngợi rộng rãi với danh xưng "Cha đẻ của Hiến pháp" bởi vì vai trò then chốt của ông trong việc soạn thảo và thúc đẩy Hiến pháp Hoa Kỳ cũng như Tuyên ngôn Nhân quyền.
Madison sinh thành trong một gia đình địa chủ sở hữu nô lệ nổi tiếng ở Virginia. Ông từng là thành viên của Hạ viện Virginia và Quốc hội Lục địa trong và sau Chiến tranh Cách mạng Mỹ. Bất mãn với chính phủ quốc gia yếu kém được thành lập theo Các điều khoản Hợp bang, ông đã giúp tổ chức Hội nghị Lập hiến nhằm soạn thảo một hiến pháp mới với mục đích củng cố chính phủ cộng hòa trước sự đe dọa của hội đồng dân chủ. Kế hoạch Virginia của Madison là nền tảng cho các cuộc tranh luận tại hội nghị và ông là một trong những người có tiếng nói quan trọng. Ông trở thành một trong những lãnh tụ trong phong trào phê chuẩn Hiến pháp và cùng với Alexander Hamilton và John Jay viết Luận cương về thể chế Liên bang, một loạt các bài bình luận ủng hộ việc phê chuẩn, vẫn còn được xem là những tác phẩm quan trọng trong lịch sử khoa học chính trị Hoa Kỳ. Madison nổi lên như một nhà lãnh đạo quan trọng tại Hạ viện và là cố vấn thân cận của Tổng thống George Washington.
Trong những năm đầu thập niên 1790, Madison phản đối chương trình kinh tế và sự tập trung quyền lực đi kèm mà Bộ trưởng Ngân khố Hamilton ủng hộ. Cùng với Thomas Jefferson, ông đứng ra thành lập Đảng Dân chủ Cộng hòa để đối lập với Đảng Liên bang của Hamilton. Sau khi Jefferson được bầu làm tổng thống vào năm 1800, Madison giữ chức Bộ trưởng Ngoại giao từ năm 1801 đến năm 1809 và ủng hộ Jefferson trong vụ Marbury kiện Madison. Trong thời gian Madison làm Ngoại trưởng, Jefferson đã thực hiện Thương vụ mua Louisiana, và sau này, trên cương vị Tổng thống, Madison giám sát các tranh chấp liên quan ở Lãnh thổ Tây Bắc.
Madison trúng cử tổng thống vào năm 1808. Xuất phát từ mong muốn chiếm lấy những vùng đất do Anh, Tây Ban Nha và người Mỹ bản địa kiểm soát, cộng với việc các biện pháp phản đối ngoại giao cũng như cấm vận thương mại nhằm ngăn chặn Anh tịch thu hàng hóa vận chuyển từ Mỹ đều đã thất bại, Madison quyết định lãnh đạo Hoa Kỳ bước vào Chiến tranh năm 1812. Mặc dù chiến tranh kết thúc bất phân thắng bại, nhiều người Mỹ vẫn coi kết quả của cuộc chiến đó như là "cuộc chiến tranh giành độc lập lần thứ hai" thành công chống lại Anh. Madison được tái đắc cử vào năm 1812, mặc dù với khoảng cách chênh lệch ít hơn. Ông chủ trì việc thành lập Ngân hàng Quốc gia Hoa Kỳ thứ hai và thông qua Đạo luật Thuế quan Bảo hộ năm 1816. Bằng cách ký kết các hiệp ước hoặc thông qua chiến tranh, những bộ lạc người Mỹ bản địa đã nhượng lại 26.000.000 mẫu Anh (11.000.000 ha) đất cho Hoa Kỳ dưới thời tổng thống Madison.
Sau khi kết thúc nhiệm kỳ tổng thống năm 1817, Madison lui về đồn điền Montpelier của mình và qua đời tại đây vào năm 1836. Trong suốt cuộc đời, Madison là một chủ nô. Năm 1783, để ngăn chặn cuộc nổi dậy của nô lệ tại Montpelier, Madison đã giải phóng một trong những người nô lệ của mình. Tuy nhiên, ông đã không giải phóng thêm bất kỳ nô lệ nào trong di chúc của mình. Trong mắt các nhà sử học, Madison được coi là một trong những nhà lập quốc Hoa Kỳ quan trọng nhất. Những nhà sử học hàng đầu thường đánh giá ông là một vị tổng thống trên mức trung bình, mặc dù họ chỉ trích ông về việc ủng hộ chế độ nô lệ và vai trò lãnh đạo của ông trong Chiến tranh năm 1812. Tên tuổi của Madison được tưởng nhớ ở nhiều địa danh trên khắp đất nước, cả công khai và riêng tư, với những ví dụ nổi bật bao gồm Madison Square Garden, Đại học James Madison, Tòa nhà Tưởng niệm James Madison và USS James Madison.

## Thiếu thời và giáo dục
James Madison Jr. sinh ngày 16 tháng 3 năm 1751 (lịch cũ: 5 tháng 3 năm 1750) tại trang trại Belle Grove gần Port Conway ở Thuộc địa Virginia, là con trai của James Madison Sr. và Eleanor Madison. Gia đình ông đã sống ở Virginia từ giữa thế kỷ 17. Ông ngoại của Madison là Francis Conway, một địa chủ và thương nhân thuốc lá nổi tiếng. Cha ông là một chủ đồn điền trồng thuốc lá, lớn lên tại nông trang có tên là Mount Pleasant và sau này được thừa kế nó. Với ước tính khoảng 100 nô lệ và một đồn điền rộng 5.000 mẫu Anh (2.000 ha), Madison Sr. là một trong những địa chủ giàu có bậc nhất vùng Piedmont của Virginia.
Vào đầu thập niên 1760, gia đình Madison chuyển đến sinh sống trong một ngôi nhà mới được xây dựng mà họ đặt tên là Montpelier. Madison là con cả trong số 12 người con, gồm 7 em trai và 4 em gái, mặc dù vậy chỉ có 6 người sống sót đến tuổi trưởng thành. Trong số 3 người em trai (Francis, Ambrose và William) và 3 người em gái (Nelly, Sarah và Frances) còn sống, Ambrose sau này đã giúp quản lý Montpelier cho cả cha và anh trai cho đến khi qua đời vào năm 1793. Tổng thống Zachary Taylor là hậu duệ của Trưởng lão William Brewster, một nhà lãnh đạo người hành hương ở Thuộc địa Plymouth, một người nhập cư trên con tàu Mayflower và là người ký kết Hiệp ước Mayflower; cùng với Isaac Allerton Jr., một thương gia thuộc địa, đại tá quân đội, con trai của Isaac Allerton và Fear Brewster (cả hai cũng là người hành hương trên tàu Mayflower). Người anh họ thứ hai của Taylor thông qua dòng dõi này chính là Madison.

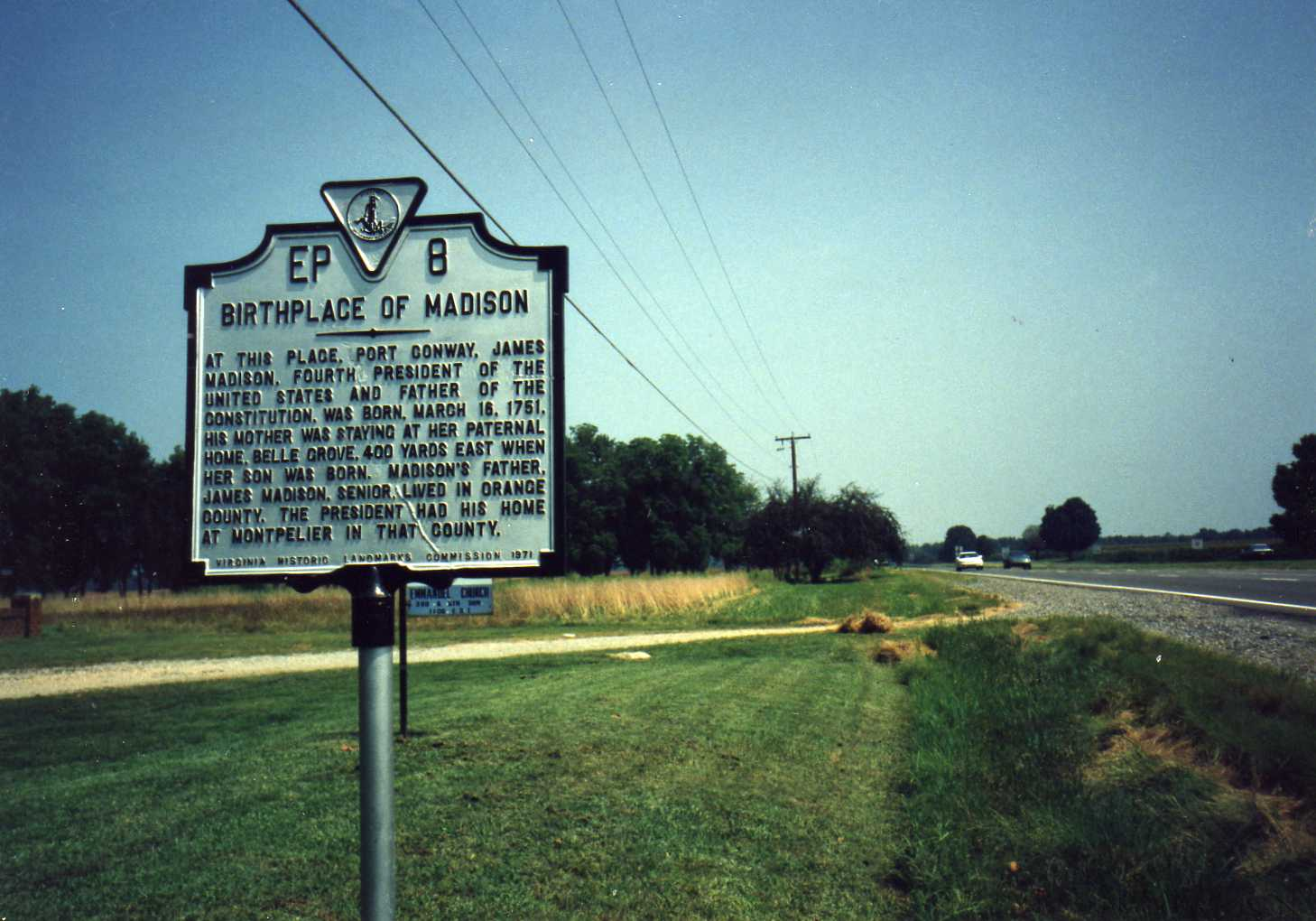
Virginia historic marker for Birthplace of President James Madison in Port Conway, Virginia

## Quân dịch và sự nghiệp chính trị ban đầu
Sau khi tốt nghiệp ở Princeton, Madison quan tâm đến mối quan hệ dần xấu đi giữa Anh và các thuộc địa Mỹ vì vấn đề Anh đánh thuế. Năm 1774, Madison có chỗ đứng trong Ủy ban Bảo An ở địa phương, do một nhóm người yêu nước ủng hộ cuộc cách mạng thành lập để giám sát các lực lượng dân quân địa phương. Đây là bước đầu trong cuộc đời phục vụ cộng đồng của ông mà chính sự giàu có của gia đình đã tạo điều kiện cho ông.[19] Tháng 10/1775, ông được giao nhiệm vụ làm đại tá lực lượng dân quân Orange, nhưng ông đã không nhận nhiệm vụ chiến đấu nào vì lý do sức khỏe.[20]
Trong Chiến tranh Cách mạng Mỹ, Madison phục vụ trong cơ quan lập pháp bang Virginia (1776-1779) và trở thành người bảo trợ đồng bào đại biểu của Thomas Jefferson. Trước đó, ông chứng kiến sự đàn áp các nhà truyền giáo Baptist ở Virginia, những người đã bị bắt giữ vì rao giảng mà không có giấy phép thành lập của Giáo hội Anh. Ông đã hợp tác với nhà truyền giáo Baptist khác là Elijah Craig để thúc đẩy đảm bảo hiến pháp cho tự do tôn giáo tại Virginia.[21] Điều này đã giúp cho thời trang ý tưởng của mình về tự do tôn giáo mà ông áp dụng vào Hiến pháp và Tuyên Ngôn Nhân quyền.
Madison trở nên nổi bật trong giới chính trị ở Virginia. Ông cùng Jefferson soạn thảo Điều Lệ Virginia Về Tự Do Tín Ngưỡng, được thông qua vào năm 1786. Nó siết Giáo hội Anh và loại bỏ quyền lực nhà nước trong vấn đề tôn giáo. Ông cũng loại bỏ kế hoạch của Patrick Henry là bắt dân nộp thuế để họ có thể đến một công đoàn theo sự lựa chọn của họ. Năm 1777, Quyền Sư James Madison (1749-1812), anh họ của Madison, trở thành chủ tịch Đại Học William & Mary. Nhờ ảnh hưởng của Madison và Jefferson, Đức Giám mục Madison đã lãnh đạo trường thông qua các thay đổi liên quan đến tách từ cả Anh và Giáo hội Anh. [Cần dẫn nguồn]
Là đại biểu trẻ nhất Quốc hội Lục Địa (1780-1783), Madison được coi là nhân lực chính trong lập pháp và một bậc thầy về xây dựng liên minh quốc hội.[19] Ông thuyết phục Virginia từ bỏ tuyên bố chủ quyền lãnh thổ, bao gồm phần tây bắc của hầu hết bang Ohio ngày nay, và các điểm phía tây cho Quốc hội Lục Địa. Nó tạo ra vùng lãnh thổ Tây Bắc vào năm 1783, là vùng lãnh thổ liên bang giám sát từ đó bang mới đã được hình thành và kết nạp vào công đoàn. Tuyên bố đất của Virginia đã một phần chồng chéo với những người của bang Connecticut, Pennsylvania và Maryland; họ cũng nhượng lại vùng đất phía tây của họ cho chính quyền nhà nước, với sự hiểu biết rằng các bang mới có thể được hình thành từ đất. Pháp lệnh Tây Bắc cấm chế độ nô lệ trong các lãnh thổ mới ở phía bắc sông Ohio, nhưng không kết thúc được chế độ nô lệ bởi những người định cư sở hữu nô lệ đã ở trong lãnh thổ từ trước khi có pháp lệnh.
Madison được bầu làm đại biểu Virginia lần hai và làm từ năm 1784 đến năm 1786, những năm đầu của nền độc lập. Trong những năm cuối làm đại biểu, Madison ngày càng thất vọng với những gì ông thấy là dân chủ quá đáng. Ông chỉ trích các đại biểu có xu hướng phục vụ lợi ích cụ thể cho các thành phần của họ, ngay cả khi các lợi ích đó là phá hoại nhà nước nói chung. Đặc biệt, ông gặp rắc rối bởi một đạo luật dẫn đến bị từ chối miễn trừ ngoại giao đến các đại sứ từ các nước khác, và một đạo luật hợp pháp hóa tiền giấy.[22] Ông nghĩ rằng các nhà lập pháp nên "vô tư" và hành động vì lợi ích của nhà nước của họ tại lớn, thậm chí nếu điều này mâu thuẫn với mong muốn của cử tri. Madison tin rằng "dân chủ quá mức" là nguyên nhân của một xã hội phân rã rộng lớn mà ông và những người khác (chẳng hạn như Washington) nghĩ đã được nối lại sau cuộc cách mạng và đã gần một tipping point- Cuộc Nổi Loạn Shay là một ví dụ.

## Bầu cử năm 1808

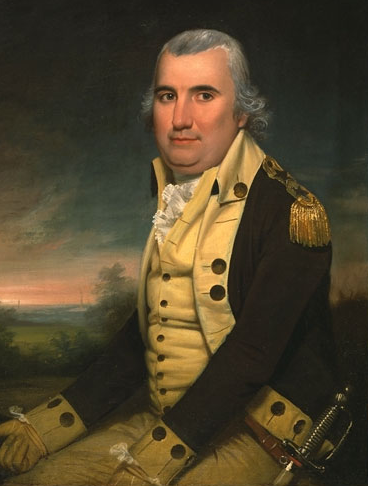
Cotesworth Charles Pinckney

Khi Jefferson nghỉ hưu sau nhiệm kỳ thứ hai, Madison được đảng chọn làm tổng thống vào năm 1808. Ông bị phản đối bởi John Randolph, một đảng viên Cộng Hòa, người từng xung đột trước đó với Jefferson và Madison. Các phiên họp kín của Quốc hội đảng Cộng Hòa để chọn ứng cử viên thì đều đồng lòng chọn Madison hơn là James Monroe.[70] Đảng Liên Bang trong thời gian này phần lớn đã sụp đổ, trừ ở vùng Tân Anh Quốc, nên Madison dễ dàng đánh bại ứng cử viên của đảng này là Cotesworth Charles Pinckney. [71]

## Cuộc sống về già

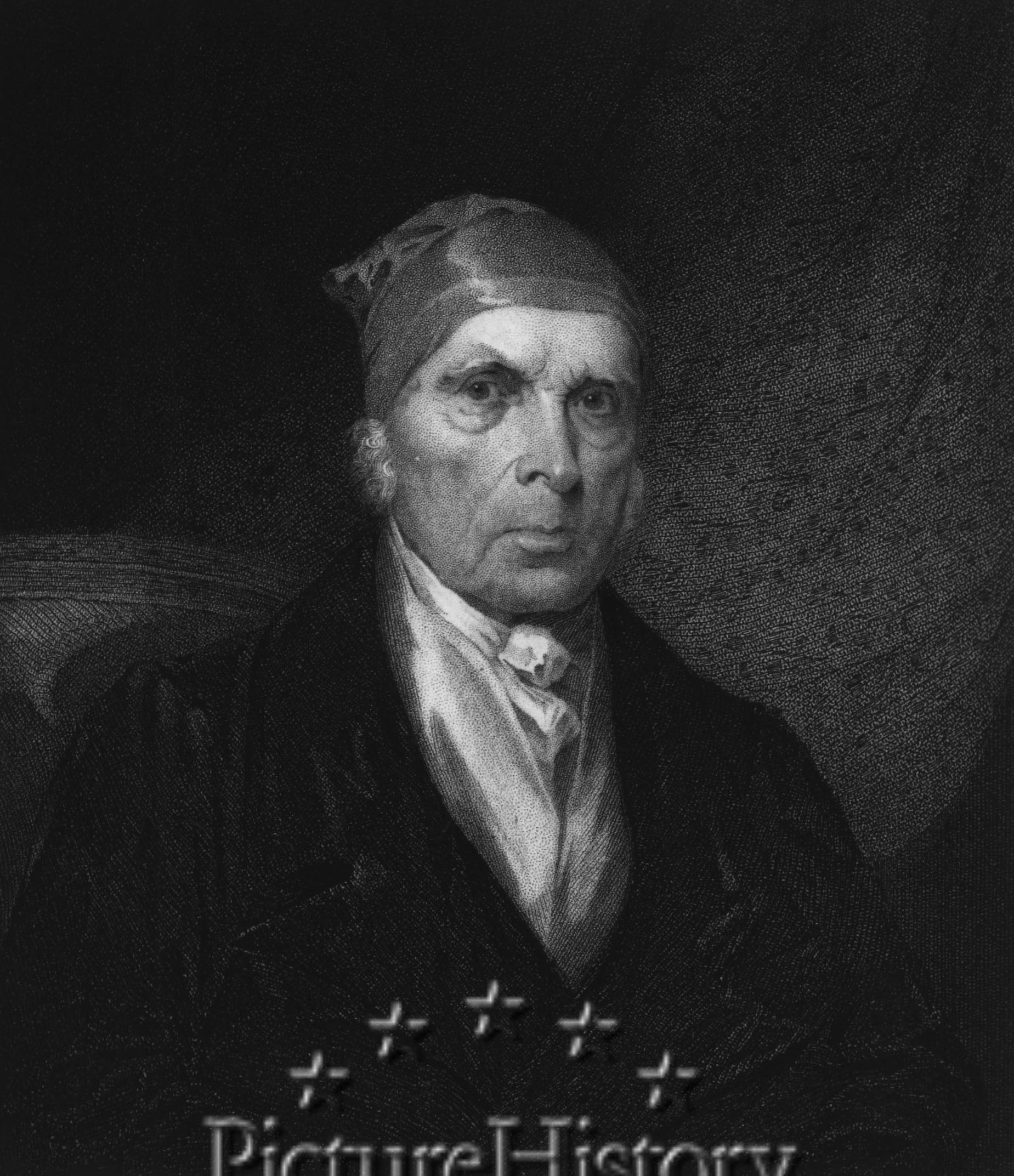
Madison về già

Khi Madison rời chức tổng thống năm 1817 ở tuổi 65, ông về nghỉ hưu ở đồn điền Montpelier, vựa thuốc lá của ông ở Orange County, Virginia, cách không xa với đồn điền Monticello của Jefferson. Dolley, lúc này 49 tuổi, nghĩ rằng cuối cùng họ sẽ có cơ hội để du lịch Paris. Nhưng như Washington và Jefferson, Madison rời chức tổng thống trong cảnh nghèo khổ hơn so với lúc được bầu. Nông trại của ông đã trải qua sự sụp đổ tài chính ổn định do thuốc lá liên tục giảm giá và cũng do con trai riêng của vợ ông quản lý yếu kém.
Insight vào Madison được cung cấp bởi cuốn hồi ký đầu tiên, Hồi ký tưởng niệm James Madison của một người da màu (1865) mà tác giả là Paul Jennings, nô lệ trước đây của ông, từng hầu hạ tổng thống từ năm 10 tuổi đã và làm suốt phần đời còn lại của Madison. Sau khi Madison mất, Dolley Madison bán Jennings vào năm 1845 cho thượng nghị sĩ Daniel Webster, người đã cho Jennings làm việc để trả lại số tiền Webster đã bỏ ra mua anh, đổi lại anh sẽ được tự do. Jennings công bố hồi ký ngắn của mình vào năm 1865.[111] Trong hồi ký, anh dành sự tôn trọng lớn nhất cho Madison và nói rằng cựu tổng thống không bao giờ đánh nô lệ, và cũng không cho phép thợ giám sát nô lệ nào làm vậy. Jennings kể rằng nếu một nô lệ cư xử không tốt, Madison sẽ gặp riêng người đó và trao đổi về hành vi ấy.;[111]
Một số sử gia cho rằng nợ nần là một trong những lý do Madison từ chối cho phép việc các ghi chép của mình về Hội nghị Lập Hiến, hoặc hồ sơ chính thức của ông được công bố khi ông còn sống. "Ông ấy biết các ghi chép của mình có giá trị, và vì các vựa trồng của ông đều thua lỗ nên ông muốn các ghi chép ấy mang lại số tiền cho các bất động sản của mình, và để Dolley sống bằng số tiền ấy. Ông hy vọng các giấy tờ bán được hơn một trăm ngàn đô, trong số đó có những ghi chú rất quý giá."[112] Gánh nặng tài chính đã làm sức khỏe tinh thần và thể chất của Madison ngày càng xấu.
Vào những năm sau này, Madison rất quan tâm di sản lịch sử của mình. Ông chỉnh sửa thư từ và các tài liệu khác thuộc sở hữu của mình, thêm và xóa các câu chữ, thay đổi ngày tháng và các nhân vật trong các lá thư. Khi gần tám muơi tuổi, điều này nói "thẳng ra" gần như là nỗi ám ảnh của ông. Ví dụ, ông chỉnh sửa một lá thư gửi Jefferson với nội dung chỉ trích Lafayette. Madison không chỉ ký ra đoạn ban đầu, thậm chí giả tốt chữ viết tay của Jefferson.[113] Sử gia Drew R. McCoy nói: "Trong sáu năm cuối đời, giữa một biển rắc rối [tài chính] cá nhân đã đe dọa nhấn chìm ông... Những lúc kích động về tinh thần đã làm suy sụp thể chất của ông. Những khi đỡ hơn vào năm 1831 và 1832, ông đã nằm liệt giường, nếu không nói là bất động... Chắc chắn đã ốm vì lo lắng, ông bắt đầu tuyệt vọng về khả năng làm những người đồng chí hiểu mình." [114]

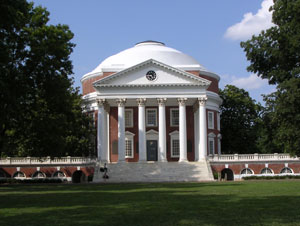
Đại Học Virginia của Thomas Jefferson

Năm 1826, sau khi Jefferson mất, Madison được Đại Học Virginia bổ nhiệm làm hiệu trưởng ("Chủ tịch") thứ hai. Ông giữ cương vị này khoảng mười năm đến khi qua đời vào năm 1836.
Vào năm 1829, ở tuổi 78, Madison được chọn làm đại diện bang Virginia tham dự Hội nghị Lập Hiến Virginia. Đó là lần xuất hiện cuối cùng của ông với vai trò chính khách. Các vấn đề quan trọng lớn nhất tại hội nghị này đã được phân bổ. Các huyện miền Tây Virginia than phiền việc thiếu đại diện vì hiến pháp nhà nước phân bổ các huyện có quyền biểu quyết của quận. Dân số tăng ở Piedmont và phần phía tây của bang không cân xứng đại diện bởi các đại biểu trong cơ quan lập pháp. Cải cách phía Tây cũng muốn mở rộng quyền bầu cử cho tất cả những người đàn ông da trắng, ở vị trí của yêu cầu quyền sở hữu tài sản hiện hành. Madison đã cố gắng trong vô vọng để thực hiện một sự thỏa hiệp. Cuối cùng, các quyền phổ thông đầu phiếu được mở rộng để người thuê nhà cũng như chủ đất, nhưng người trồng đông từ chối áp dụng công dân phân bổ dân số. Họ nói thêm nô lệ tổ chức như là tài sản để tính dân số, để duy trì đa số thường trú ở cả hai viện của cơ quan lập pháp, lập luận rằng phải có một sự cân bằng giữa dân số và tài sản đại diện. Madison đã thất vọng về thất bại của Virginia trong việc giải quyết vấn đề công bằng hơn. [115]
Madison cũng quan tâm việc tiếp tục chế độ nô lệ ở Virginia nói riêng và miền Nam nói chung. Ông tin rằng việc di dời người Mỹ da đen tự do về châu Phi là một giải pháp, và việc này được thúc đẩy bởi Hiệp Hội Thực Dân Mỹ (ACS).[116] Tại thời điểm quy ước, ông nói với Lafayette rằng thực dân sẽ tạo ra một "tẩy xoá nhanh chóng của các blot trên nhân vật đảng Cộng Hòa của chúng tôi."[117] Harriet Martineau, một nhà xã hội học người Anh đã viếng thăm Madison trong chuyến du lịch đến các nước ở châu Mỹ vào năm 1834. Cô đặc trưng của mình niềm tin vào các giải pháp thực dân nô lệ là "kỳ lạ và phi lý." [117] Madison có thể đã bán hoặc tặng cối xay lúa mì của mình trong việc hỗ trợ ACS.[116] Sử gia McCoy tin rằng "Công ước của năm 1829... đẩy Madison dần đến bờ vực ảo tưởng, nếu không nói là tuyệt vọng. Các vấn đề của chế độ nô lệ đã phá hoại nó." [117] [118] Giống hầu hết người Mỹ gốc Phi thời ấy, nô lệ của Madison muốn ở lại Mỹ, nơi họ được sinh ra, tin rằng công việc của họ kiếm được họ công dân, và họ chống việc "hồi hương". [116]
William R. Denslow cho là tìm được bằng chứng chứng minh James Madison có thể là một Mason[119] khi vào năm 1795, John Francis Mercer được cho đã viết cho Madison "Tôi đã không có cơ hội chúc mừng anh trước khi về của anh trở thành một Mason tự do -a rất cổ xưa & vinh tình huynh đệ. "[120] Tuy nhiên, trong bức thư gửi Stephen Bates năm 1832, Madison viết rằng ông không bao giờ là một Mason, và là "người xa lạ với các nguyên tắc" của hội này.[121]

## Di sản
Sử gia Garry Wills đã viết: "Việc tuyên bố rằng chúng tôi ngưỡng mộ Madison - không dựa trên sự nhất quán hoàn hảo, bất quá nó dựa trên nhiệm kỳ tổng thống của ông. Ông có đức tính khác... Là người định hình và đỡ đầu Hiến pháp, không người nào như ông... phần hiệu suất tốt nhất của Madison khi làm tổng thống là mối quan tâm bảo tồn Hiến pháp... không người nào làm mọi thứ cho đất nước mình, thậm chí Washington cũng vậy. Nhưng Madison làm nhiều hơn ai hết, và làm tốt hơn bất kỳ ai. Vậy cũng đủ rồi." [124]
George F. Will viết rằng nếu người Mỹ tin ngòi bút mạnh hơn thanh kiếm thì thủ đô nước Mỹ sẽ được gọi là "Madison, DC" thay vì Washington, DC. [125]
Madison đã viết trong Giấy Tờ Liên Bang, mục số 51 về chế độ liên bang: "Một nước cộng hòa cần quan trọng việc không chỉ bảo vệ xã hội chống lại sự đàn áp từ nhà cầm quyền của nó, mà còn bảo vệ một phần của xã hội chống lại sự bất công của một phần khác... trong một xã hội có hình thức là phe mạnh hơn dễ dàng có thể đoàn kết và đàn áp phe yếu, tình trạng hỗn loạn có thể thực sự được biết đến ngự trị như trong một trạng thái tự nhiên, nơi mà cá nhân yếu không được bảo đảm chống lại bạo lực của người mạnh hơn."
Năm 1986, Quốc hội thành lập Đài Tưởng niệm James Madison Foundation Fellowship như một phần của lễ kỷ niệm hai trăm năm Hiến pháp ra đời. Quỹ học bổng cao học 24.000$ cung cấp giáo viên trung học để thực hiện bằng thạc sĩ trong đó nhấn mạnh việc nghiên cứu Hiến pháp.
Montpelier, địa phần của gia đình và nhà của ông ở Orange, Virginia, đã được chỉ định là Di Tích Lịch sử Quốc gia.
Nhiều bang, thị trấn, thành phố, các tổ chức giáo dục, một dãy núi và một con sông được đặt theo tên Madison:
Madison County - danh sách các quận đặt theo tên ông
Các thành phố: ví dụ: Madison, Wisconsin.
Đại học công lập James Madison bang Michigan được đặt theo tên ông để vinh danh. Đại học James Madison ở Harrisonburg, Virginia; Viện James Madison tôn vinh những đóng góp của ông cho Hiến pháp.
Công Trình Tưởng niệm James Madison là một tòa nhà của Liên Hiệp Thư Viện Quốc hội Hoa Kỳ ở Washington, DC và được coi như đài tưởng niệm chính thức Madison.

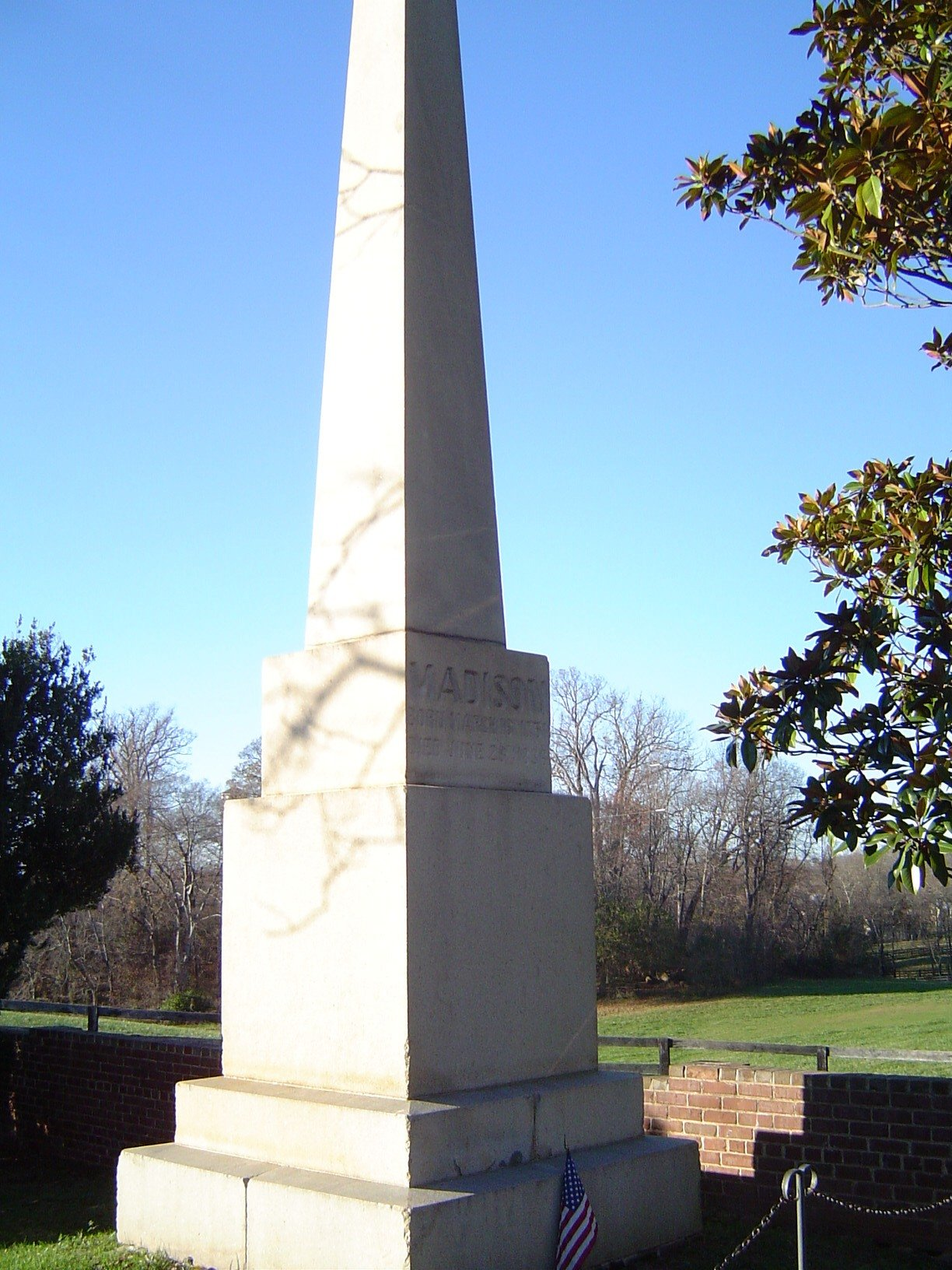
Công Trình Tưởng niệm James Madison

Khi đi qua bang Montana vào năm 1805, Meriwether Lewis, một trong hai người trong Chuyến Thám Hiểm Của Lewis Và Clark đã đặt tên một dãy núi là Dãy Madison để vinh danh Madison khi ông còn là Ngoại Trưởng dưới thời Jefferson. Sông Madison ở phía tây nam Montana được Lewis&Clark đặt tên vào năm 1805. Núi Madison trong dãy Tổng thống của núi White ở bang New Hampshire, được đặt theo tên ông. 

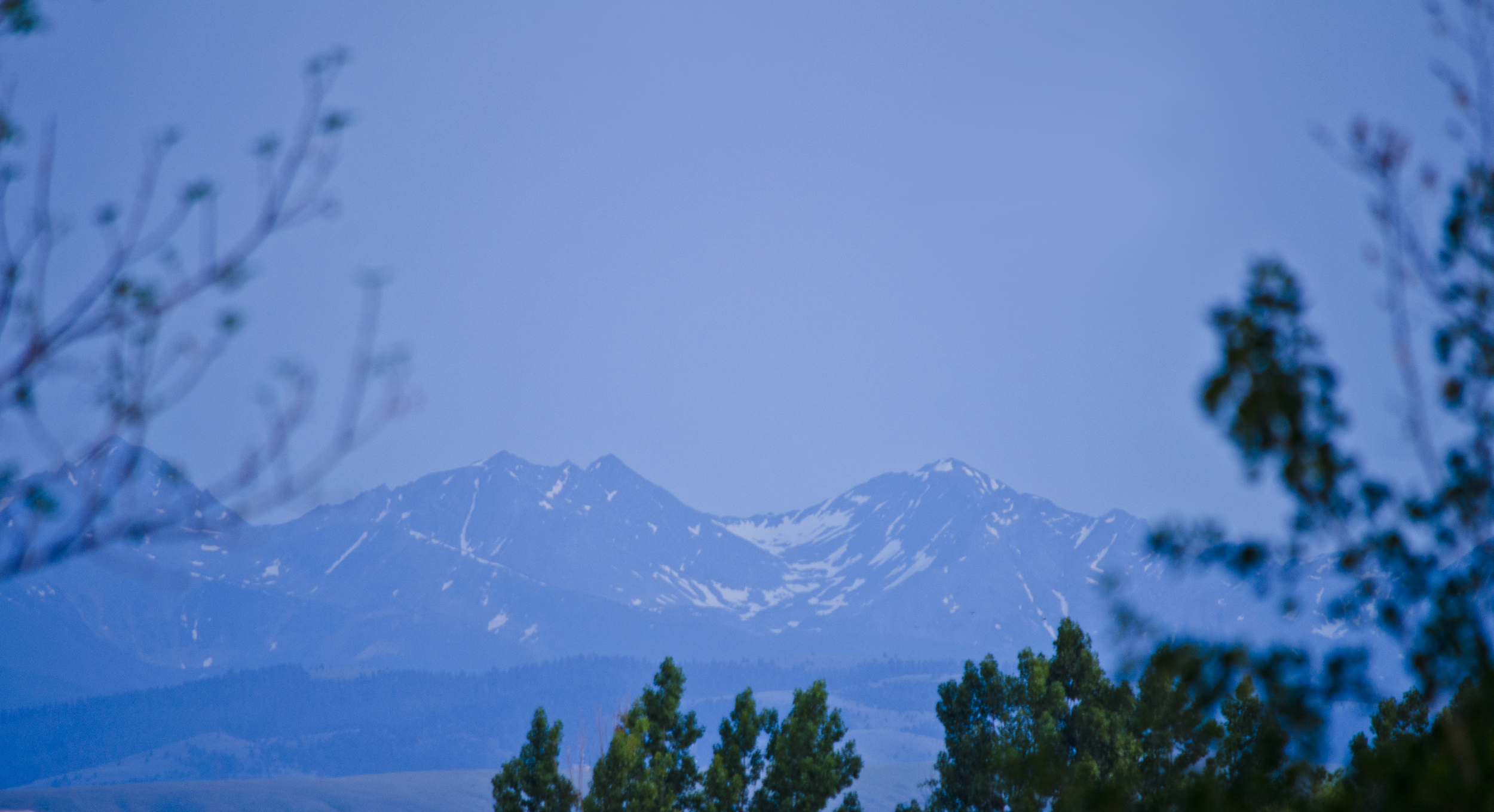
Núi Madison

Hai tàu Hải Quân Hoa Kỳ được đặt tên là USS James Madison và USS Madison.

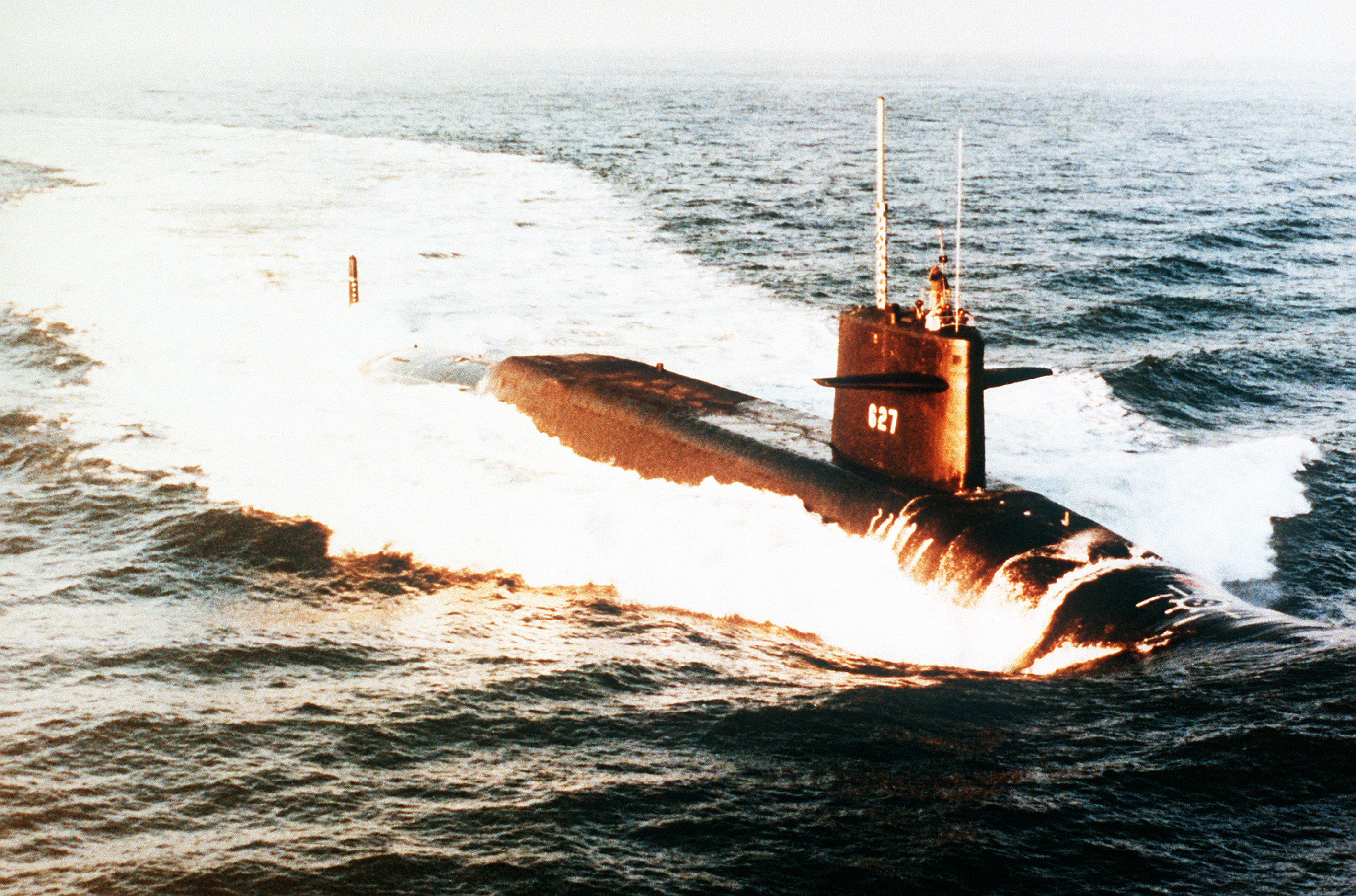
USS James Madison

Chân dung của Madison trên tờ tiền $5000 của Hoa Kỳ. [127]

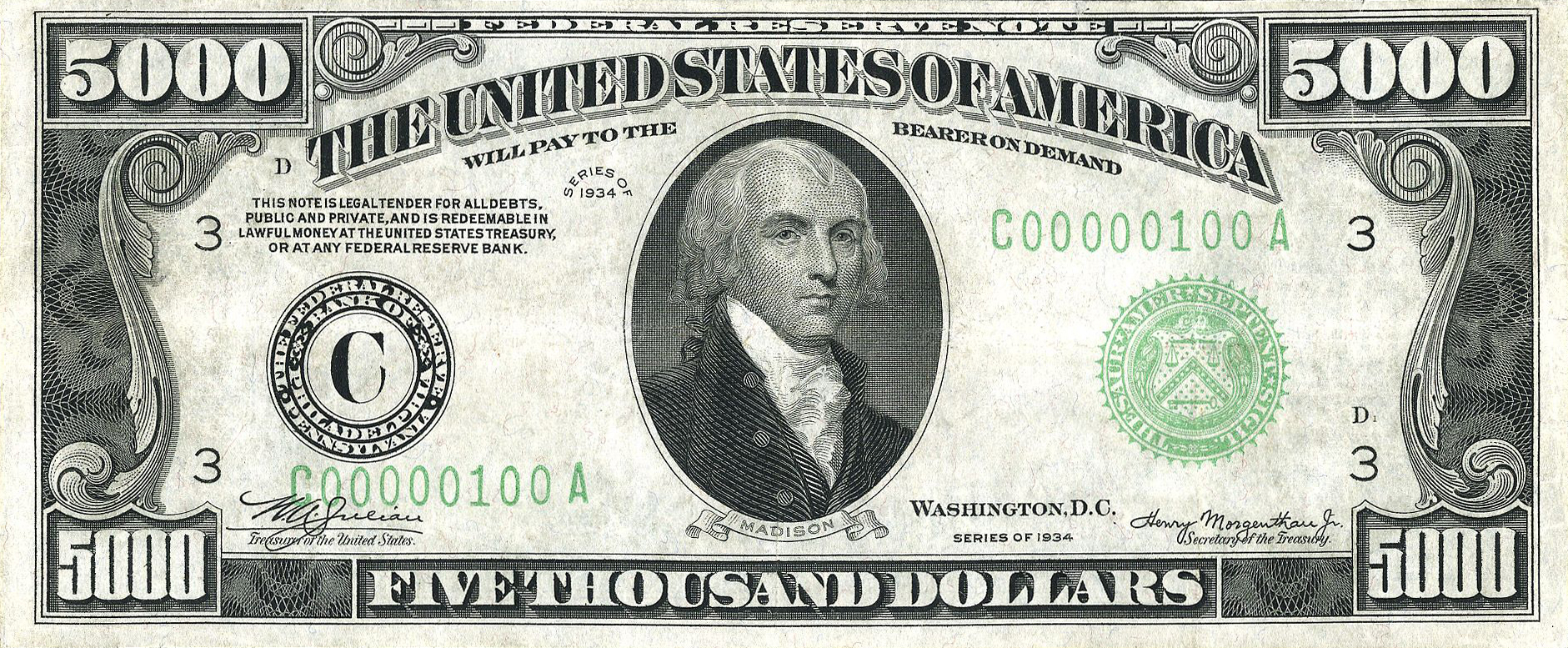

Madison Cottage ở thành phố New York đã có tên trong danh dự của ông ngay sau khi ông chết. Nó đã là một trạm cách quan trọng ở rìa phía bắc của thành phố New York. Các căn cứ nơi căn nhà tọa lạc đã trở thành công viên Madison Square. Công viên lần lượt đưa ra các tên cho Madison Square Gardens mà ban đầu nằm tiếp giáp với công viên. Madison Square Gardens là một địa điểm quan trọng đua xe đạp và các máy chủ tiếp theo của một loại xe đạp được gọi là Madison xe đạp. [128]

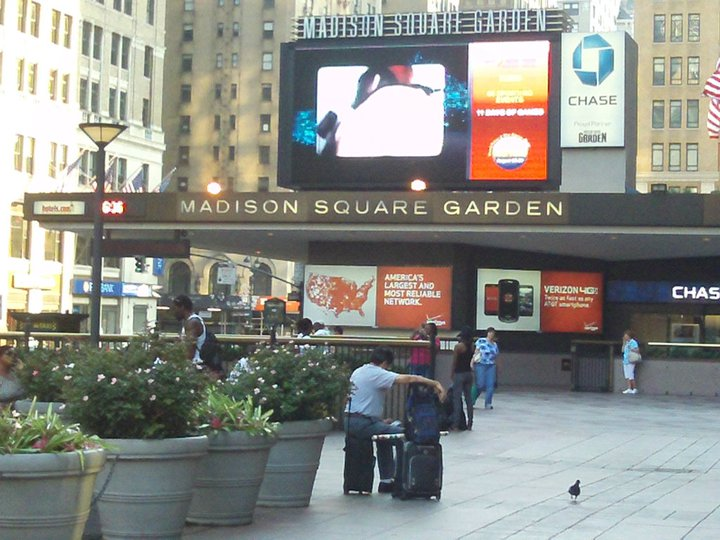
Madison Square Garden năm 2011

Madison cũng được nam diễn viên Okieriete Onaodowan vô vai trong vở nhạc kịch Hamilton trên sân khấu Broadway từ năm 2015. Madison được miêu tả là đồng minh của Thomas Jefferson và là kẻ thù của Alexander Hamilton trong màn 2 của vở kịch.

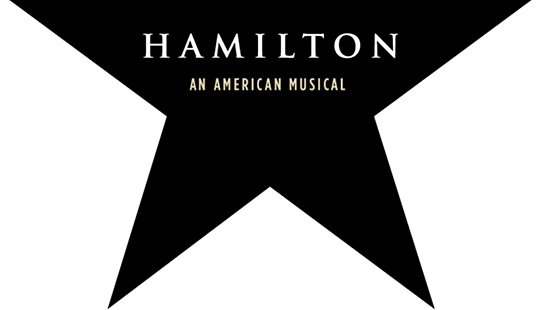
James Madison xuất hiện trong nhạc kịch nổi tiếng Hamilton (2015)